# جيمس كوك (لاعب كرة قدم أمريكية)
جيمس كوك (بالإنجليزية: James Cook)‏ هو لاعب كرة قدم أمريكية أمريكي، ولد في 27 نوفمبر 1888، وتوفي في 21 أغسطس 1979.